# People Are People
"People Are People" é uma canção da banda inglesa Depeche Mode. É o décimo single da banda, lançado em 12 de março de 1984, ele foi o primeiro single de sucesso do grupo nos Estados Unidos e foi, também, o primeiro single do álbum Some Great Reward.

## Informações da canção
"People Are People" foi escrita por Martin Gore, mas a levada pop dançante da música pode ser creditada a Alan Wilder, que também escreveu a música lado B do single, "In Your Memory". Ambas as músicas possuem um extended remix, o "Different Mix" e o "Slik Mix" repectivamente (embora, às vezes, a mixagem de "In Your Memory" seja equivocadamente chamada de "Slick Mix").
Apesar do sucesso de "People Are People", Martin Gore a considera uma de suas músicas menos favoritas. Ele prefere que suas músicas tenham um significado sutil para que assim o público possa encontrar seus próprios significados nelas, e ele sente que "People Are People" não se encaixa nessa descrição. Após 1988, a música não foi mais tocada ao vivo.
A banda teve uma compilação lançada apenas para os Estados Unidos, de 1984, chamada People Are People com várias canções não disponíveis naquele país até seu lançamento. O single em si foi lançado nos EUA em 11 de Julho de 1984 e, embora não tenha entrado na parada da Billboard Hot 100 até Maio de 1985 e inicialmente era tocado apenas em rádios de rock moderno e de universidades, eventualmente chegaria a 13ª posição. No Reino Unido o single alcançou a quarta posição, a qual foi, na época, a posição na parada de singles mais alta na terra natal da banda. Desde então, "Barrel of a Gun" (1997) e "Precious" (2005) também chegaram a quarta posição no Reino Unido. 
Na Alemanha Ocidental a música foi um sucesso número 1 e foi usada como tema da cobertura da TV Ocidental alemã das Olimpíadas de 1984, aludindo à participação da Alemanha Oriental no boicote aos jogos liderado pelos soviéticos. Ela também foi usada como música tema da série de TV infantil da BBC, de 1990, It'll Never Work.

## Sobre o videoclipe
O videoclipe de "People Are People", dirigido por Clive Richardson, saiu em duas versões. A original foi feita para a versão single da música, enquanto que um vídeo alternativo foi feito com a versão "Different Mix". O vídeo contém várias cenas de guerra, com imagens da banda a bordo do HMS Belfast. A versão "Different Mix" do vídeo está inclusa no home video Some Great Videos.

## Faixas
7": Mute / Bong5 (GBR) & Sire / 7-29221 (EUA)
1. "People Are People" – 3:43
2. "In Your Memory" – 4:01

12": Mute / 12Bong5 (GBR)
1. "People Are People (Different Mix)" – 7:11
2. "In Your Memory (Slik Mix)" – 8:12

L12": Mute / L12Bong5 (GBR)
1. "People Are People (On-USound Mix)" – 7:30 (remixado por Adrian Sherwood)
2. "People Are People" – 3:43
3. "In Your Memory" – 4:01

12": Sire / 0-20214 (EUA)
1. "People Are People (Different Mix)" – 7:11
2. "People Are People (On-USound Mix)" – 7:30
3. "In Your Memory" – 4:01

- "In Your Memory" está erroneamente identificada como "Slik Mix Edit".

CD: Mute / CDBong5 (GBR)
1. "People Are People" – 3:43
2. "In Your Memory" – 4:01
3. "People Are People (Different Mix)" – 7:11
4. "In Your Memory (Slik Mix)" – 8:12

- O CD single foi lançado em 1991 como parte da caixa de compilações de singles.

- "People Are People" foi escrita por Martin Gore e "In Your Memory" foi escrita por Alan Wilder.

## Desempenho nas paradas
| Parada (1984–1985)            | Posição mais alta |
| ----------------------------- | ----------------- |
| Australian Singles Chart      | 25                |
| Austrian Singles Chart        | 6                 |
| German Singles Chart          | 1                 |
| Italian Singles Chart         | 20                |
| Norway Singles Chart          | 10                |
| Swedish Singles Chart         | 15                |
| Swiss Singles Chart           | 4                 |
| UK Singles Chart              | 4                 |
| Billboard Hot 100             | 13                |
| Billboard Hot Dance Club Play | 44                |

| Precedido por "Big in Japan" de Alphaville | Singles número um no Media Control Charts (versão de Depeche Mode) 27 de abril - 11 de maio de 1984 | Sucedido por "Send Me an Angel" de Real Life |

## Versões cover
A primeira cover da música "People Are People" foi feita pelo artista alemão Götz Alsmann em 1985. Depois, covers foram feitas pela banda A Perfect Circle em seu álbum antiguerra eMOTIVe, pela banda Dope em seu álbum de 2005, American Apathy e por RuPaul em seu álbum, Red Hot, de 2004. A versão de RuPaul contém a participação de Tom Trujillo e foi lançada como um single em 26 de Janeiro de 2006. O single chegou à décima posição na parada  Hot Dance Music/Club Play da Billboard. A banda cristã de música techno/alternativa também refez o single, em 2008, em seu disco "Lost in Egypt".
A banda alemã de música metal gótico industrial Atrocity também gravou uma versão cover da música para o seu álbum de covers Werk 80 II, uma coleção de faixas dos anos 80 gravadas com seu próprio estilo.